# Mattia Gottardo
Mattia Gottardo (Cittadella, 26 febbraio 2001) è un pallavolista italiano, schiacciatore del Tricolore.

## Carriera

### Club
La carriera di Mattia Gottardo inizia nella stagione 2019-20 nel Padova, in Superlega, dove milita per tre stagioni alternando il suo ruolo principale a quello di libero. 
Nella stagione 2022-23 si accasa alla Lube, sempre nella massima divisione italiana, in quella successiva invece milita in Serie A2 difendendo i colori del Cuneo, approdando quindi al Tricolore nel campionato 2024-25.

### Nazionale
Nel 2021 viene convocato nella nazionale italiana under 21, con il quale si aggiudica il campionato mondiale di categoria mentre l'anno successivo con la under 22 conquista l'oro al campionato europeo.

## Palmarès

### Nazionale (competizioni minori)
- Campionato mondiale under 21 2021
- Campionato europeo under 22 2022